# Власенко, Владимир Георгиевич
Владимир Георгиевич Власенко (14 января 1881, Санкт-Петербург — не ранее 1914) — российский футболист, полузащитник.
Играл за клубы «Меркур» (Санкт-Петербург) и «Триумф» (Санкт-Петербург). Входил в состав олимпийской сборной России на Летних Олимпийских играх 1912 года, но не провел ни одной игры на турнире. Провел одну неофициальную игру за сборную России в 1912 году.
Участвовал в матче 13 (26) мая 1912 года между сборными Москвы и Санкт-Петербурга для определения игроков, которые поедут на Олимпийские игры в Стокгольм; отыграл весь матч и вошел в состав олимпийской сборной.
На Олимпиаде 1912 года он числился в официальном составе спортивной делегации и был в запасе. В официальных матчах сборной не участвовал.
Дальнейшая судьба неизвестна.